# هاكا (رقصة)
الهاكا (بالماورية والإنجليزية: haka) هي صيحة قتالية أو رقصة أو تحدٍّ تقليدي من تراث سكان نيوزيلندا الأصليين (الماوريين).
و تحدٍّ تقليدي من تراث سكان نيوز.

## طريقة الاداء
تستخدم العديد من الحركات والأوضاع في أداء الهاكا، من بينها تبديل ملامح الوجه (كالحملقة والتلمظ) والحركات العنيفة (كالضرب بالأيدي على الجسد وضرب الأرض بالأقدام بقوة)، إلى جانب الإنشاد، الذي تتخلله صيحات وأصوات مرعبة. تبدو الهاكا كأنها سيمفونية تتناغم فيها الأيدي والأذرع والأرجل والأقدام والصوت والعينان واللسان والجسد للتعبير عن الشجاعة أو الانزعاج أو الفرحة أو غير ذلك من المشاعر المتعلقة بالمناسبة التي يُحتفل بها.

## .أنواع الهاكا

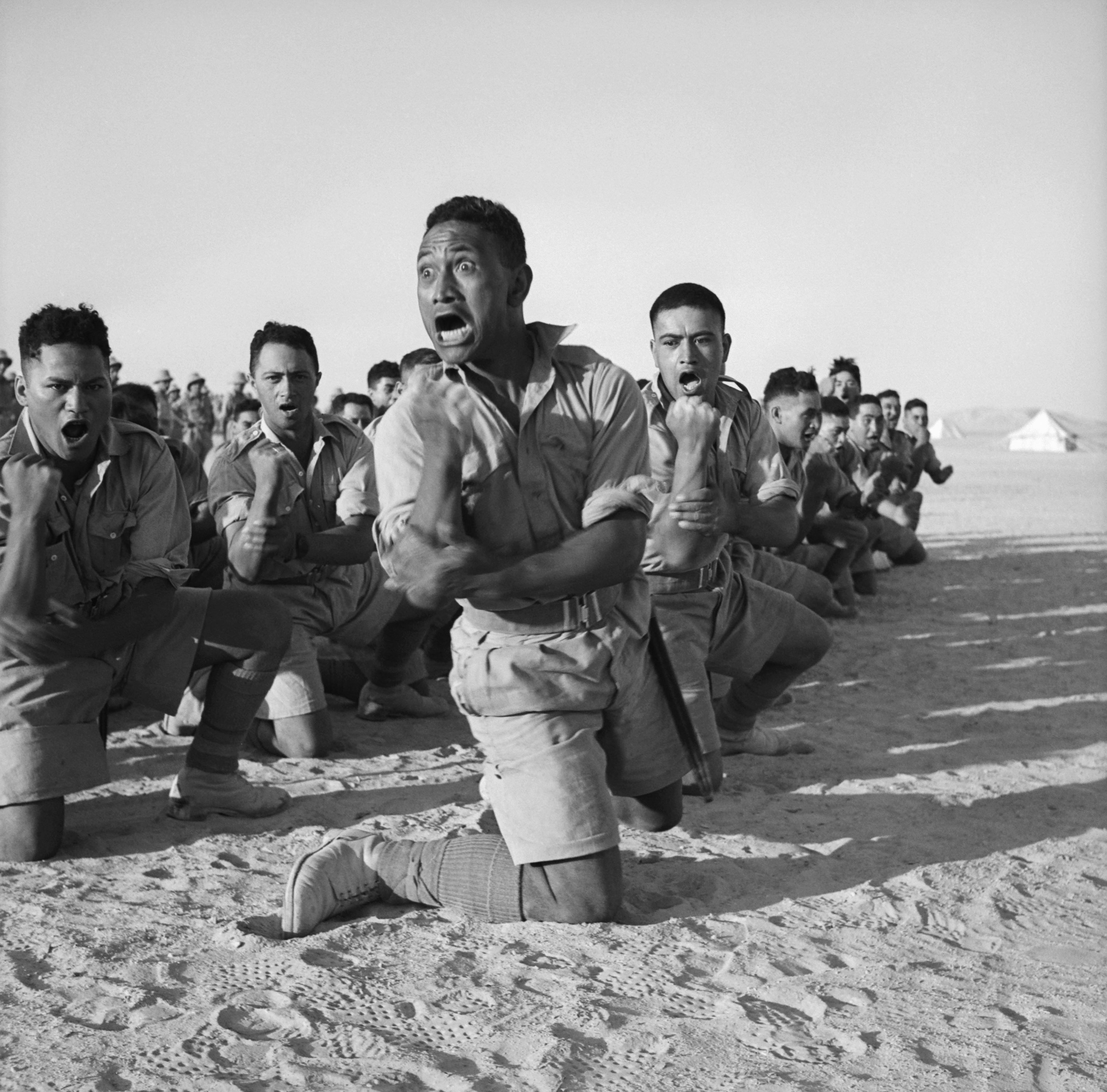
جنود نيوزيلنديون يؤدون رقصة الهاكا على شرف ملك اليونان في حلوان بِمصر.

من أنواع الهاكا كل من «فاكاتو وايواي» (بالماورية: whakatu waewae) و«توتو نغاراهو» (بالماورية: tutu ngarahu) و«بيروبيرو» (بالماورية: peruperu).
- كانت البروبيرو قديمًا تؤدى قبيل المعارك، استحضارًا لعون إله الحرب وإرهابًا للخصم، وفيها يقفز الراقصون إلى أعلى مع ثني الركبتين بقوة والعبوس ورسم تعبيرات مرعبة على الوجوه، مع التلمظ وجحوظ العينين والصيحات والحشرجات والتلويح بالأسلحة. وكان الهاكا تؤدى بشكل جماعي متناغم، فإن حدث نشاز عُد ذلك فألًا سيئًا قبل المعركة، التي كان المحاربون كثيرًا ما يخوضونها عراة إلا من حزام مضفر من الكتان على الحقوين.
- تتضمن هاكا «توتو نغاراهو» القفز أيضًا، ولكن من جانب إلى آخر، بينما لا تتضمن هاكا «فاكاتو وايواي» أي قفز. وثمة هاكا أخرى تؤدى دون سلاح وتسمى «نغيري» (بالماورية: ngeri)، وهدفها تحفيز المحاربين، وللراقص في هذه الهاكا حرية التعبير بحركات جسده كما يشاء. أما هاكا «ماناوا ويرا»، فتؤدى عادة في الجنائز وغيرها من المناسبات المتعلقة بالموت، وهي تؤدى أيضًا بلا أسلحة، وليس فيها إلا أقل القليل من الحركات الراقصة.
- أشهر هاكا في العصر الحديث هي هاكا «كا ماتي» (بالماورية: Ka Mate)، المنسوبة إلى «تي راوباراها»، وهو زعيم حرب من زعماء قبيلة نغاتي توا. وتصنف هاكا «كا ماتي» ضمن الهاكا الطقسية («هاكا تاباراهي»). وموضوع «كا ماتي» هو الحيل الماكرة التي كان يستخدمها تي راوباراها ليغلب أعداءه، وقد يُفهم منها «الاحتفال بانتصار الحياة على الموت».

## من يؤدي الهاكا
يؤدى الهاكا التقليدية الرجال فقط، ويقتصر دور النساء ـ إن وجد ـ على الغناء في الخلفية. غير أن هناك هاكا تؤديها النساء في الأغلب، ومن أشهرها هاكا «كا بانابانا»، التي شاعت في منطقة «نغاتي بورو» الماورية التاريخية. أما في العصر الحديث، فقد وُضعت العديد من رقصات الهاكا لتؤديها النساء، بل والأطفال أيضًا.

## الهاكا حديثًا

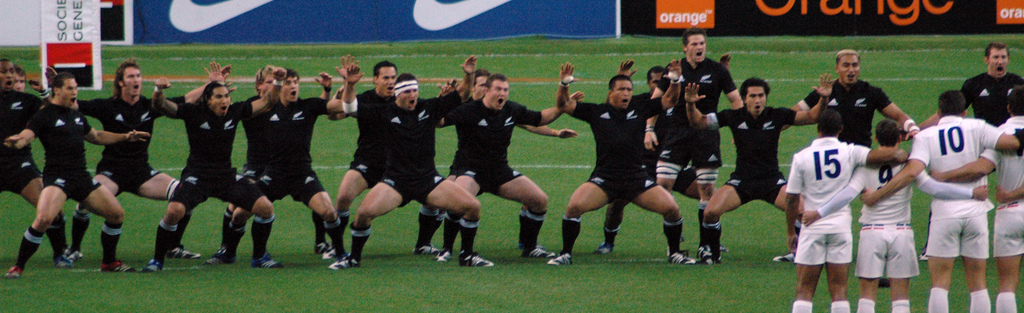
منتخب نيوزيلندا للرجبي يؤدي هاكا "كا ماتي" أمام منتخب فرنسا في نوفمبر 2006

تنتشر مجموعات رقص الهاكا المسماة بالكابا هاكا (بالماورية: kapa haka) في مدارس نيوزيلندا. وقد اشتهرت هذه الرقصة عالميًا بفضل أداء فرق نيوزيلندا الرياضية لها قبل خوضها مبارياتها الدولية. وقد بدأ هذا التقليد في الجولة التي قام بها منتخب نيوزيلندا الوطني لكرة القدم في بريطانيا وأيرلندا وأستراليا ونيوزيلندا عامي 1888 و1889، كما يقوم منتخب نيوزيلندا للرجبي بأداء هذه الرقصة قبل بداية كل مباراة وذلك منذ سنة 1905.